# إدموند أندرسون
إدموند أندرسون (بالإنجليزية: Edmund Anderson)‏ (و. 1530 – 1605 م) هو قاضي بريطاني، توفي في لندن، عن عمر يناهز 75 عاماً.

## التعليم
تعلم في كلية لينكولن ‏، وتعلم في كلية سانت جونز
.